# Pulitzer-Preis/Kommentar
Der Pulitzer-Preis für Kommentare wird seit 1973 vergeben.

## Liste der Preisträger

### Seit 2020
- 2025: Mosab Abu Toha für eine Serie von Essays in The New Yorker über das Leben und Leiden der Palästinenser in Gaza.
- 2024: Vladimir Kara-Murza, The Washington Post, für vier Kolumnen, die er aus einem russischen Gefängnis heraus schrieb, über Putins Russland und seine Zukunft
- 2023: Kyle Whitmire, AL.com, für „überzeugende Kolumnen, die dokumentieren, wie Alabamas konföderiertes Erbe die Gegenwart immer noch mit Rassismus und Ausgrenzung färbt, erzählt durch Führungen durch seine erste Hauptstadt, seine Villen und Denkmäler – und durch die ausgelassene Geschichte.“
- 2022: Melinda Henneberger, The Kansas City Star, für „überzeugende Kolumnen, die Gerechtigkeit für mutmaßliche Opfer eines pensionierten Polizeidetektivs fordern, der beschuldigt wird, ein sexuelles Raubtier zu sein.“
- 2021: Michael Paul Williams, Richmond Times-Dispatch, für „die eindringlichen und historisch aufschlussreichen Kolumnen, die Richmond, die ehemalige Hauptstadt der Konföderation, durch den schmerzhaften und komplizierten Prozess des Abbaus der Denkmäler der weißen Vorherrschaft in der Stadt führten.“
- 2020: Nikole Hannah-Jones, The New York Times, für „einen umfassenden, provokativen und persönlichen Essay über das bahnbrechende 1619-Projekt, das die Versklavung von Afrikanern in den Mittelpunkt der amerikanischen Geschichte stellt und damit ein öffentliches Gespräch über die Gründung und Entwicklung der Nation anregt.“

### 2010–2019
- 2019: Tony Messenger, St. Louis Post-Dispatch für "mutige Kolumnen, die die Missstände und die Ungerechtigkeit aufdeckten, dass arme Menschen aus dem ländlichen Missouri, die eines Vergehens beschuldigt werden, gezwungen werden, unerschwingliche Geldstrafen zu zahlen oder ins Gefängnis zu gehen."
- 2018: John Archibald, Alabama Media Group für "lyrische und mutige Kommentare, die ihre Wurzeln in Alabama haben, aber auch landesweit Resonanz finden, wenn sie korrupte Politiker unter die Lupe nehmen, sich für die Rechte der Frauen einsetzen und Heuchelei anprangern."
- 2017: Peggy Noonan, The Wall Street Journal Dafür, "dass sie sich dem Moment mit wunderschön gestalteten Kolumnen gestellt hat, die die Leser mit den gemeinsamen Tugenden der Amerikaner während einer der am meisten spaltenden politischen Kampagnen des Landes verbanden."
- 2016: Farah Stockman, The Boston Globe für "ihre ausführlichen Kolumnen, in denen sie das Erbe des Busfahrens in Boston und dessen Auswirkungen auf das Bildungswesen in der Stadt mit einem klaren Blick auf die anhaltenden Ungleichheiten untersucht."
- 2015: Lisa Falkenberg, Houston Chronicle
- 2014: Stephen Henderson, Detroit Free Press
- 2013: Bret Stephens, The Wall Street Journal
- 2012: Mary Schmich, Chicago Tribune
- 2011: David Leonhardt, The New York Times
- 2010: Kathleen Parker, The Washington Post

### 2000–2009
- 2009: Eugene Robinson, Washington Post
- 2008: Steve Pearlstein, Washington Post
- 2007: Cynthia Tucker, Atlanta Journal-Constitution
- 2006: Nicholas D. Kristof der New York Times
- 2005: Connie Schultz, Plain Dealer, Cleveland
- 2004: Leonard Pitts Jr., Miami Herald
- 2003: Colbert I. King, Washington Post
- 2002: Thomas Friedman, New York Times
- 2001: Dorothy Rabinowitz, Wall Street Journal, für ihre Artikel über die amerikanische Gesellschaft und Kultur
- 2000: Paul A. Gigot, Wall Street Journal

### 1990–1999
- 1999: Maureen Dowd, New York Times
- 1998: Mike McAlary, New York Daily News
- 1997: Eileen McNamara, Boston Globe
- 1996: E.R. Shipp, New York Daily News
- 1995: Jim Dwyer, Newsday, Long Island, N.Y.
- 1994: William Raspberry, Washington Post
- 1993: Liz Balmaseda, Miami Herald
- 1992: Anna Quindlen, New York Times
- 1991: Jim Hoagland, Washington Post
- 1990: Jim Murray, Los Angeles Times

### 1980–1989
- 1989: Clarence Page, Chicago Tribune
- 1988: Dave Barry, Miami Herald
- 1987: Charles Krauthammer, Washington Post Writers Group
- 1986: Jimmy Breslin, New York Daily News
- 1985: Murray Kempton, Newsday, Long Island, N.Y.
- 1984: Vermont C. Royster, Wall Street Journal
- 1983: Claude Sitton, Raleigh (N. C.) News & Observer
- 1982: Arthur „Art“ Buchwald, Los Angeles Times Syndicate
- 1981: Dave Anderson, New York Times, für seine Sport-Kommentare.
- 1980: Ellen H. Goodman, Boston Globe

### 1970–1979
- 1979: Russell Baker, New York Times
- 1978: William Safire, New York Times, für seine Kommentare über die „Bert Lance Affäre“.
- 1977: George F. Will, Washington Post Writers Group
- 1976: Walter Wellesley (Red) Smith, New York Times
- 1975: Mary McGrory, Washington Star
- 1974: Edwin A. Roberts Jr., National Observer
- 1973: David S. Broder, Washington Post
- 1972: Mike Royko, Chicago Daily News
- 1971: William A. Caldwell, Record, Hackensack, New Jersey
- 1970: Marquis W. Childs, St. Louis Post-Dispatch